# Lwia grzywa
Lwia grzywa (ang. The Adventure of the Lion’s Mane) – opowiadanie Arthura Conana Doyle’a o przygodzie detektywa Sherlocka Holmesa. Pierwodruk ukazał się w czasopiśmie „Liberty” w listopadzie 1926, następnie w „The Strand Magazine” w grudniu 1926; w wydaniu książkowym opublikowany w Księdze przypadków Sherlocka Holmesa (1927).
Na język polski utwór był tłumaczony anonimowo także pt. Tajemnica lwiej grzywy (1928). 
Podobnie jak w opowiadaniu Żołnierz o bladym obliczu, narratorem jest sam detektyw. Jednak negatywna reakcja czytelników wobec tej innowacji sprawiła, że w kolejnych przygodach jako narratora przywrócono doktora Watsona.

## Treść
Akcja opowiadania rozgrywa się pod koniec kariery Holmesa, podczas jego pobytu w Susseksie na wybrzeżu kanału La Manche w roku 1907. Wykładowca prywatnej szkoły w Gables, Fitzroy McPherson, na oczach dyrektora Harolda Stackhursta oraz samego Sherlocka umiera w konwulsjach na brzegu plażowej zatoczki. Sekcja zwłok wykazuje, iż przyczyną śmierci były liczne pręgowane rany na plecach. Ostatnie słowa wypowiedziane przez zmarłego to lwia grzywa. Kolejną ofiarą tajemniczego zjawiska pada pies McPhersona. Głównym podejrzanym staje się zwaśniony ze zmarłym szkolny matematyk Lewis Gryff (w innym tłumaczeniu: Ian Greever – gra słów wraz z dźwiękowym podobieństwem; w oryginale: Ian Murdoch – lion’s mane). Podejrzenia te jednak zostają rozproszone, gdy i on tajemniczo staje się następną ofiarą kąpieli w zatoczce, choć mimo okaleczeń udaje mu się przeżyć. Sherlock rozwiązuje tę zagadkę, opierając się na informacji ze wspomnień pewnego badacza. Zabójcą okazuje się obecna w tych wodach olbrzymia meduza – Cyanea capillata, potocznie nazywana lwią grzywą.